# Bob
Il bob (dall'inglese bobsleigh) o guidoslitta è uno sport invernale nel quale gli atleti eseguono discese cronometrate lungo una pista ghiacciata, stretta e tortuosa, a bordo di un mezzo dotato di pattini sterzanti,  chiamato appunto bob o guidoslitta, spinto all'avvio dagli atleti e successivamente dalla forza di gravità con ridottissimo attrito. A seconda del numero di componenti dell'equipaggio si parla di Bob a due, Bob a quattro e monobob ossia la competizione di tipo individuale o singolare.

## Storia

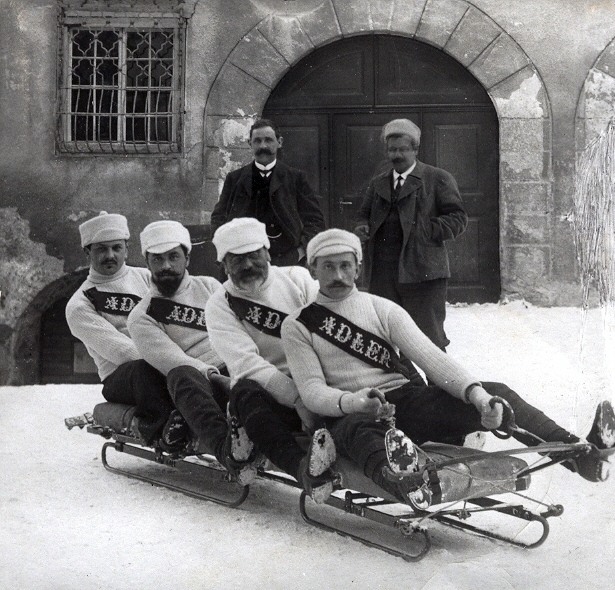
Un equipaggio di bob a Davos attorno al 1910

Lo sport fu inventato negli anni 1880 ad Albany (New York) e successivamente introdotto in Svizzera. Le prime gare venivano disputate su strade coperte di neve, e le prime competizioni si svolsero a Davos nel 1883 ed a St. Moritz nel 1884. Il primo club venne formato nel 1897 e la prima pista costruita specificamente per il bob venne aperta nel 1902. Inizialmente gli equipaggi erano di 5 o 6 persone, vennero poi ridotti a 2 o 4 negli anni 1930. I bob erano completamente in legno e successivamente vennero introdotti i pattini in acciaio.

La Fédération Internationale de Bobsleigh et de Tobogganing (FIBT), attualmente conosciuta come International Bobsleigh & Skeleton Federation (IBSF), venne fondata nel 1923 e lo sport fa parte del programma dei Giochi olimpici invernali dalla prima edizione del 1924. Inizialmente si disputava solo la gara di bob a 4. Il bob a 2 venne aggiunto nel 1932, mentre le gare femminili hanno fatto il loro debutto olimpico nel 2002. 
La prima apparizione di un bob in Italia risale probabilmente al 1903 a Tai di Cadore, frazione di Pieve di Cadore (BL). Infatti, Aldo Silvestri, durante un periodo di studi a Innsbruck, scoprì la disciplina del bob e, al suo ritorno a casa, coinvolse il tenente Alfonso Bechis, della caserma degli alpini di Tai di Cadore, nella costruzione di quello che probabilmente è il primo esemplare di bob italiano (cfr. https://www.youtube.com/watch?v=IYx9237xDiU).
Invece, nel 1920 fu fondato a Cortina d'Ampezzo il primo bob club d'Italia: il Bob Club Cortina, e nel 1930 si disputò sempre a Cortina d'Ampezzo la prima edizione del campionato italiano di bob a due maschile, nel 1934 venne introdotto il bob a quattro. Il personaggio della storia italiana di bob più importante fu sicuramente Eugenio Monti, che gareggiò a livello agonistico dal 1954 al 1968.
La Germania è la nazione che ha ottenuto più successi nel bob, tra campionati europei e mondiali, Coppa del Mondo e Olimpiadi.

## Descrizione

### Pista, bob ed equipaggio

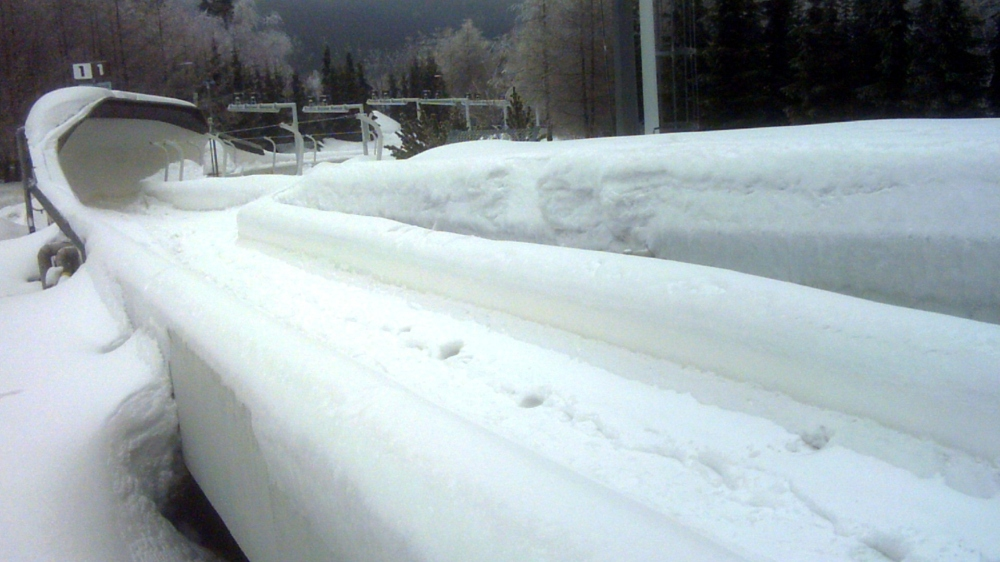
Pista da bob (Altenberg, Germania)

Una pista moderna deve essere attorno ai 1500 m di lunghezza e avere almeno 15 curve. Un bob può raggiungere una velocità di 130 km/h e in alcune curve l'equipaggio è sottoposto ad accelerazioni laterali pari a cinque volte l'accelerazione di gravità (5g).
I bob moderni combinano leghe in metallo leggero, pattini in acciaio e carrozzerie aerodinamiche in materiali compositi. I bob da competizione devono avere una lunghezza massima di 3,80 metri per il bob a 4 e di 2,70 metri per il bob a 2. In entrambi i casi la larghezza massima è di 0,67 metri. Il peso massimo (compreso l'equipaggio) è di 630 kg per il bob a 4 e di 390 kg per il bob a 2. Possono essere aggiunte delle zavorre per raggiungere i limiti, in quanto maggiore è il peso, più veloce è il mezzo. Fino a quando venne introdotto il limite di peso (nel 1952) i componenti dell'equipaggio tendevano ad essere molto pesanti.
Un equipaggio di bob a 2 è composto da un pilota e da un frenatore, cui si aggiungono nel bob a 4 due "laterali" che hanno come compito principale quello di aiutare nella spinta. Non è raro che come laterali vengano utilizzati atleti provenienti dall'atletica leggera, in particolare velocisti. Ogni discesa inizia con partenza da fermo. L'equipaggio spinge il bob per quindici metri prima di saltare a bordo. Molto spesso la vittoria di una gara viene determinata dalla bontà della fase iniziale di spinta.
Al 2004, le gare di bob sono divise in maschili e femminili. Le donne competono solo nel bob a 2, gli uomini nel bob a 2 e nel bob a 4. Alle olimpiadi e ai mondiali la classifica delle gare viene calcolata sommando i tempi di quattro discese, mentre in Coppa del Mondo e agli europei le discese sono due. Prima della gara vera e propria coloro che praticano il bob hanno a disposizione tre giorni per provare la pista sulla quale dovranno competere.

### Il bob su pista naturale

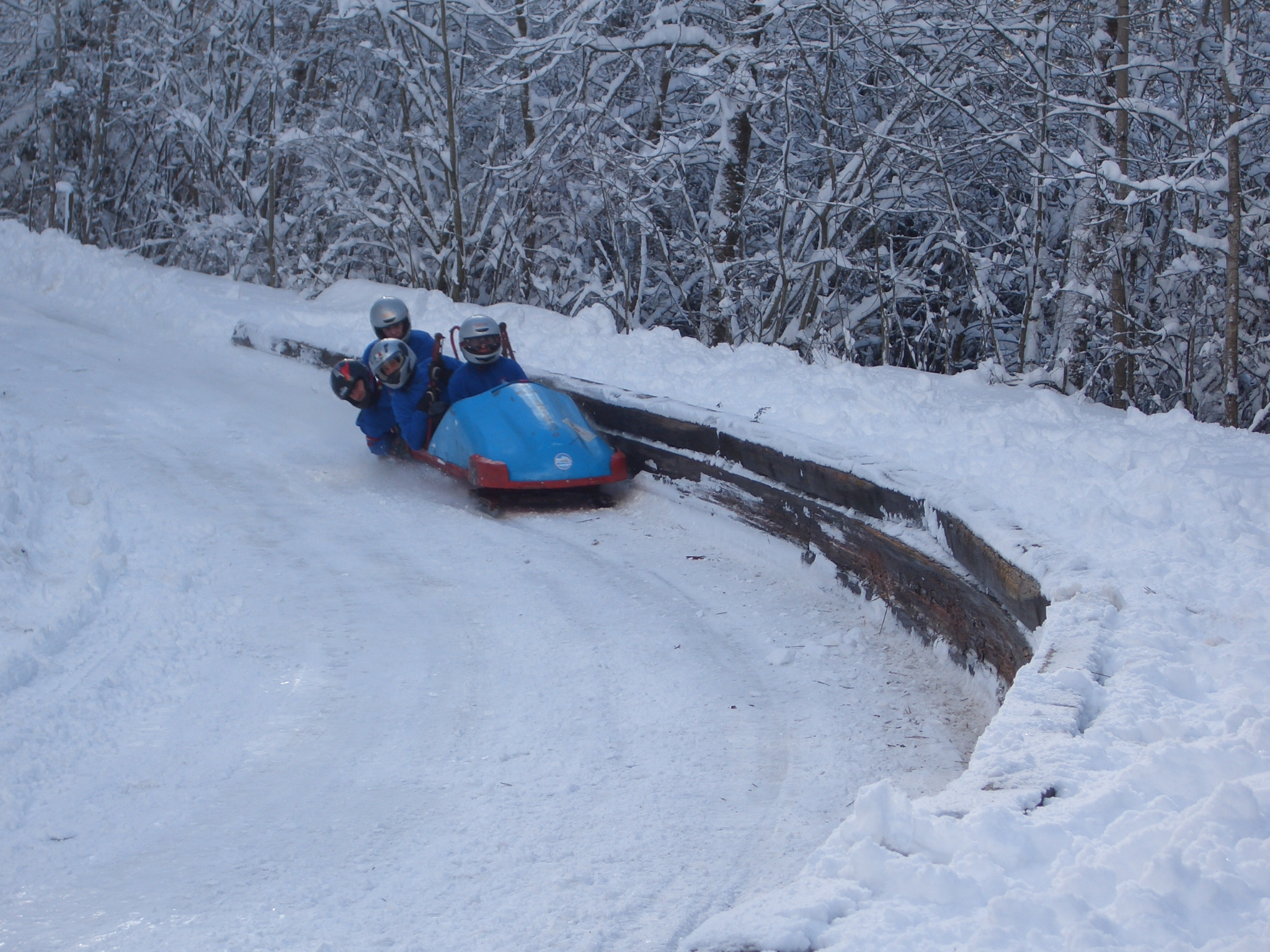
Il bob a quattro di Ita-3 ai Campionati europei 2005

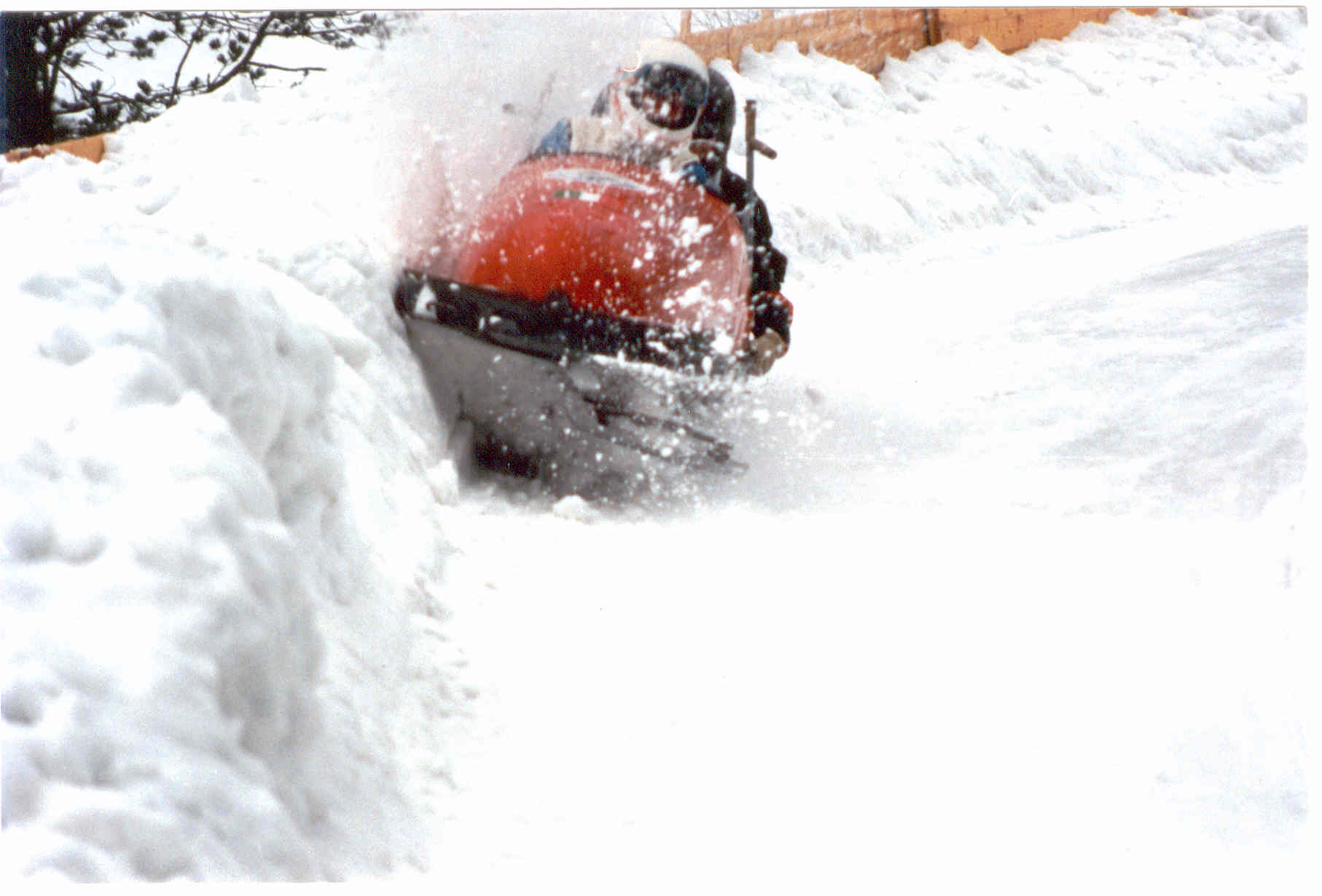
Bob a quattro: incidente su una curva impegnativa della pista

In Italia la FISI riconosce la specialità del bob pista naturale fra le sue discipline. Le nazioni che partecipano a questo tipo di competizioni sono Francia, Austria, Germania, Svizzera e la gara più importante che viene disputata sono i Campionati Europei.
Le società sportive che praticano questa disciplina sono dislocate soprattutto nel bellunese: U.S. Valpiova Laggio, G.S. Lorenzago, B.C. Auronzo, B.C. Valle. In Alto Adige troviamo il S.V. Muhlbach; mentre l'ultima società che si è avvicinata a questa disciplina è il BC Sauze d'Oulx società molto importante del bob su pista.

#### Il bob per la pista naturale
I bob utilizzati sono modelli Podar e Siorpaes che si usavano su pista artificiale negli anni ottanta con le modifiche del caso ai paracolpi e allo sterzo. Il telaio è in tubi di ferro mentre la carenatura comprende solamente il cofano anteriore, i lati devono essere privi di carena per permettere al frenatore (o agli interni se si tratta del bob a 4) di sporgersi dal bob per bilanciarlo sulle curve ed evitare il ribaltamento.
Il peso del bob a 2 compreso di atleti ed equipaggiamento deve essere max. 420 kg, mentre quello del bob a 4 max. 660 kg. I pattini sono dello stesso tipo di quelli usati su pista, costruiti da un pezzo massiccio di acciaio avente una composizione chimica costante.

## Piste

### Piste attive
Al mondo esistono 15 piste in funzione per le competizioni di bob:
| Nome impianto                                                                  | Località             | Nazione       | Lunghezza | Dislivello | Pendenza    |
| ------------------------------------------------------------------------------ | -------------------- | ------------- | --------- | ---------- | ----------- |
| Kunsteisbahn Bob-Rodel Igls                                                    | Igls                 | Austria       | 1 220 m   | 98,10      | 14% (max)   |
| Whistler Sliding Centre Archiviato il 20 dicembre 2016 in Internet Archive.    | Whistler             | Canada        | 1 450 m   | 148 m      | 20% (max)   |
| Canada Olympic Park Track Archiviato il 12 settembre 2005 in Internet Archive. | Calgary              | Canada        | 1 475 m   | 121,2 m    | 15% (max)   |
| Alpensia Sliding Centre                                                        | Pyeongchang          | Corea del Sud | 1 659 m   | 117 m      | 25% (max)   |
| Piste de La Plagne                                                             | La Plagne            | Francia       | 1 507,5 m | 124,5 m    | 14,5% (max) |
| DKB Eiskanal                                                                   | Altenberg            | Germania      | 1 413 m   | 122,22 m   | 15% (max)   |
| Deutsche Post Eisarena Königssee                                               | Schönau am Königssee | Germania      | 1 244 m   | 117 m      | 9,30% (med) |
| Veltins Eisarena                                                               | Winterberg           | Germania      | 1 325 m   | 110 m      | 14,5% (max) |
| Spiral                                                                         | Nagano               | Giappone      | 1 762,3 m | 112,5 m    | 15% (max)   |
| Siguldas bobsleja un kamaniņu trase                                            | Sigulda              | Lettonia      | 1 200 m   | 99 m       | 9% (max)    |
| Lillehammer Olympiske Bob- og Akebane                                          | Lillehammer          | Norvegia      | 1 365 m   | 114 m      | 15% (max)   |
| Sliding Center Sanki Archiviato il 16 dicembre 2016 in Internet Archive.       | Soči                 | Russia        | 1 500 m   | 124 m      | 22% (max)   |
| Mt. Van Hoevenberg Olympic Bobsled Run                                         | Lake Placid          | Stati Uniti   | 1 455 m   | 107 m      | 20% (max)   |
| Utah Olympic Park Track                                                        | Park City            | Stati Uniti   | 1 340 m   | 103,9 m    | 15% (max)   |
| Olympia Bobrun St. Moritz-Celerina                                             | Sankt Moritz         | Svizzera      | 1 722 m   | 129 m      | 15% (max)   |

### Piste dismesse
| Nome impianto                                                                        | Località               | Nazione              | Lunghezza | Dislivello | Pendenza    |
| ------------------------------------------------------------------------------------ | ---------------------- | -------------------- | --------- | ---------- | ----------- |
| Olimpijska staza za bob i sankanje Trebević                                          | Sarajevo               | Bosnia ed Erzegovina | 1 300 m   | 125,9 m    | 10,2% (med) |
| La Piste de Bobsleigh des Pellerins                                                  | Chamonix               | Francia              | 1 370 m   | 156,29 m   | 11,4% (med) |
| Cesana Pariol                                                                        | Cesana Torinese        | Italia               | 1 435 m   | 117 m      | 9,2% (med)  |
| Pista di bob Lac Bleu                                                                | Breuil-Cervinia        | Italia               | 1 512 m   | 124 m      | 9,6% (med)  |
| Pista Olimpica di Bob - Eugenio Monti                                                | Cortina d'Ampezzo      | Italia               | 1 350 m   | 120,45 m   | 16% (max)   |
| Olympia-Bobbahn Rießersee Archiviato il 31 gennaio 2017 in Internet Archive.         | Garmisch-Partenkirchen | Germania             | 1 525 m   | 129,43 m   | 8,49% (med) |
| Hammarstrands Bob- och rodelbanan Archiviato il 31 gennaio 2017 in Internet Archive. | Hammarstrand           | Svezia               | 1 045 m   | -          | -           |

## Competizioni internazionali di bob
- Bob ai Giochi olimpici
- Campionati mondiali di bob
- Campionati europei di bob
- Coppa del Mondo di bob
- Campionati mondiali juniores di bob
- Campionati europei juniores di bob
- Coppa Europa di bob
- Coppa Nordamericana di bob

## Curiosità
La storia della partecipazione della Nazionale di bob della Giamaica ai Giochi olimpici di Calgary nel 1988 ha ispirato il film della Disney Cool Runnings - Quattro sottozero.